# Възкресение
Вижте пояснителната страница за други значения на Възкресение.
Възкресение означава възвръщане към живота. Възкресението се представя образно като събуждане (например в Новия завет, Йоан 11:11–14). В преносен смисъл думата означава възстановяване на неща, които са били значително повредени, или на практики и действия, подновени, след като са били прекъснати. Възраждане е аналогична концепция, но използвана в социален и политически контекст, която означава духовно пробуждане, напредък на обществото. Някои вярват, че душата е реалният източник на нашето възкресение.
Като религиозна концепция възкресението се използва в два различни аспекта: вяра във възкресението на индивидуалните души, което е текущо и продължаващо (християнски идеализъм, осъзната есхатология) или вяра в еднозначното възкресение на мъртвите в края на света. Възкресението на мъртвите е стандартно есхатологично вярване в Авраамовите религии.

## Библейската концепция за Възкресението
Исус казва: „Остави мъртвите да погребат своите мъртъвци.“ 2 (І Сол. 4:16, Мат. 27:52). Исус нарича „мъртви“ хора, чиито тела са физически живи. Той има в предвид, че намирайки се далеч от любовта на Бог, те обитават в сферата на Сатанинското господство. Подобно, Исус порицава неверниците от църквата в Сардис: „Зная твоите дела, че на име си жив, но си мъртъв.“ 3 (Откр. 3:1). Казвайки, че „който вярва в Мене, ако и да умре, ще живее“ 4 (Йоана 11:25), Исус уточнява, че не трябва да се притесняваме за физическата си смърт, а за вечния си живот, който е в духовния свят и зависи от състоянието на духа и сърцето ни. Исус казва: „Който иска да спечели живота си, ще го изгуби, а който го изгуби, ще го опази.“ 6 (Лука 17:33).

### Смъртта, причинена от Грехопадението
Бог предупреждава Адам и Ева, "но от дървото за познаване доброто и злото, да не ядеш от него; защото в деня, когато ядеш от него, непременно ще умреш" (Битие 2:17). Консумирайки Забранения плод те се отделят от Бог – умират духовно. Но физически те продължават да живеят. Физическата им смърт не е резултат от Грехопадението. Всеки човек трябва да развие духа и сърцето си във физическия живот, след което да отиде и живее вечно в духовния свят, който също е субстанциален, но от духовна (нетленна) субстанция, осезаема за петте ни духовни сетива. Затова Франчезо в послание от духовния свят описва, че на хората, които не са развили духа си, духовните сетива също не са развити; Затова, отивайки в духовния свят те живеят в тъмнина и страдание. Не Бог определя мястото им в отвъдното. Собственият им начин на живот на земята определя тяхното духовно състояние.

### Възкресението в Последните дни
Кое в действителност се възкресява – духът или тялото? Оттук произтича теологически дебат в Християнството; фактическо или духовно е очакваното възкресение в Последните дни? Възкресение с духовни тела в Небето, или материално възкресение с възстановено физическо тяло? Повечето християни вярват, че Исус възкресва от мъртвите и се възнася на Небето. Четем в Библията как Исус им се явява минавайки през заключени врати. Следователно това не е материалното тяло, а както Библията казва, духовно тяло, което е нетленно и вечно.
Факт е, че Исус и възкресените светии не се разхождат между нас във физическия свят. Те са в духовния свят, с нетленни духовни тела. От друга страна, документирани случаи на завръщане към живота от клинична смърт, са пример за възкресение от типа на Лазар. Тялото му все още не е раградено. Духът се връща и той живее физически още определен брой години, след което умира и чак тогава отива в духовния свят.

## Други
На Възкресението е наречен булевард в София (Карта).